# クレジット・デフォルト・スワップ

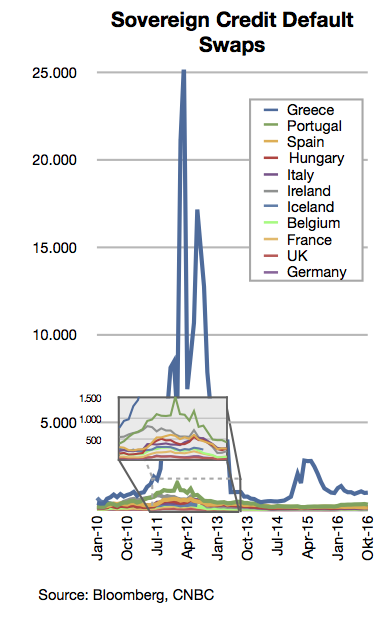
ヨーロッパ各国のソブリン債CDS(2010-2011年)

クレジット・デフォルト・スワップ（英語: Credit default swap, CDS）は、デリバティブ、特にクレジットデリバティブ（＝信用リスクの移転を目的とする）の一種。特定の会社等が倒産したとき等に、一方の当事者から他方の当事者に、あらかじめ定められた範囲の金額が支払われる。
銀行の自己資本比率を高める手法の一つとしても利用される。
一般向けの説明では保険とされているが、CDSは金融商品であり保険関連の法律に該当しないとの認識である。

## 仕組み
クレジット・デフォルト・スワップの一つの取引（契約）は、2当事者の合意により成立（約定）する。これらの当事者の一方は「プロテクションの買い手」、もう一方は「プロテクションの売り手」という呼び名の役割を担う。
ここでまずはCDSの一般的な用途に基づいたケースを考える。
ある者Aは、X（国や企業など）に対する債権（100億）を持つが、その信用リスクを持ち続けたくはないと考え、さらにAはBとCDS取引をすることで、前述の信用リスクをBに移転することにしたとする。このCDS取引においてAは「プロテクションの買い手」、Bは「プロテクションの売り手」となる。プロテクションの買い手（A）から見ると、定期的な金銭の（プロテクションの売り手（B）への）支払い(「プレミアム」)と引き替えに、取引条件として定めた範囲の国や企業など（「参照組織」。Aのケースでは、X）に対する買い手（A）の持つ債権の、取引条件として定めた元本額（「仮想元本額」または「想定元本額」。Aのケースでは、100億とすれば全額ヘッジとなるし、それより低くすることも考えられる）に対する信用リスクの保障（プロテクション）を手に入れる取引である。結果として、プロテクションの買い手は信用リスクを（売り手に）移転できたことになる。
CDSでは上述の通り、CDS成立によりある一方の当事者は保障（プロテクション）が得られる。このことから、CDSは保険に類似したものと評されることもあるが、対照させれば、CDSのプロテクションの買い手が保険の加入者（被保険者）、CDSのプロテクションの売り手が保険会社（保険者）に相当することになる。
より具体的に取引の詳細を見ていくと、プロテクションの買い手は、仮想元本額に対する一定の割合の金額を定期的に支払い、一方、プロテクションの売り手は、参照組織についての倒産その他の信用リスクの顕在化を示す一定の事由（「信用事由」または「クレジットイベント」）が発生した場合に、一定の方法で特定された参照組織に対する債権（「参照債務」。貸付債権や公社債など。）について、予め合意したところに従って、買い手から参照債務を元本額で購入する（「現物決済」）か、参照債務の価値の下がった部分を補う金額を買い手に支払う（「現金決済」）か、いずれかの方法によって決済を行う。
決済方法はかつては現物決済が主流であった。現金決済の場合には参照債務の評価が必要となり、その評価の妥当性が問題となる（※当事者間で評価額に争いが生じる等）ことがあったが、現物決済ではこのような問題が生じないからである。ところが現物決済では、いざ信用事由が生じた場合に参照債務の現物が不足し（※後述）、決済が困難となるといった事態が生じることがあった。
参照債務の現物の不足とはどういうことか。前述したA・B間の例のケースでは、プロテクションの買い手Aと参照組織Xの間に債権債務関係があったが、これはあくまで一般的な用途に基づいたケースであった。実のところ、CDS取引においては、参照組織になんら関係のない第三者が、投機等の目的でプロテクションの「買い手」になることができる。このことから、仮にある会社Yの現実の負債総額が1000億でも、Yを参照組織とするCDSの想定元本合計は、2000億であるということもあり得るということになる。このようなCDS想定元本が大き過ぎる参照組織が倒産したらどうなるかというと、プロテクションの買い手は参照債務現物があれば、それをプロテクションの売り手に額面で買い取ってもらえるのだが、そもそも想定元本分の参照債務現物が世には存在しておらず、現物を持っていない買い手は途方に暮れることになる。
そういった場合への配慮として、契約上は現物決済の取引であっても、事実上の現金決済が行われるようになった。より具体的には、ある企業等Yに倒産等のクレジットイベントが発生すると、その企業等Yに対する債権の額は額面から何%の価値であれば買えるのかを競う、というオークションが開かれる。そこで最終結果が額面のp%の価値となれば、企業等Yを参照組織とするCDS取引のプロテクションの買い手は、そのCDS取引の想定元本の（100 - p）%を、同プロテクションの売り手から受け取ることができる（※この「差額を受取る」部分がまさに現金決済の本質である）。
かつては、リーマン・ブラザーズなど、個別の企業ごとにオークションが特別に行われていたが、これが一般的な形にルール化され、いわゆるBig Bang ProtocolやSmall Bang Protocolが定められるようになった。現在ではこれらのProtocolに従った取引が市場取引の大半を占めている。
契約書は、ISDAのひな形契約書（ISDAマスター契約やクレジット・デリバティブ定義集）を採用するのが通例であり、本項で用いている用語も、基本的にISDAのひな形契約書の用法に従っている。
信用事由（クレジットイベント）
日本においては、以下の3つをクレジットイベントとするのが市場慣行である（3CE）。
- 破産（Bankruptcy）
- 債務不履行（Failure to Pay）
- 債務の条件変更（Restructuring）

## 効果
参照組織の想定元本額に係る信用リスクの移転である。
例えば、参照組織に対して貸付債権などを有する銀行がCDS取引によってプロテクションを購入することにより、貸倒れのリスクを移転することが可能となる。
保証契約に類似しているとはいえるが、特定の被担保債権は存在せず、プロテクションの買い手は参照組織に対して参照債務を保有している必要がない点が大きく異なる（ただし、現物決済の場合にはプロテクションの買い手は参照債務を用意する必要がある。）。

## 会計上の取扱い
CDSの会計上の取扱いについては日本では明確な基準がなく、実務上では保証として扱う場合とオプションとして扱う場合がある。
保証と解する場合、保証料（フィー）は発生主義（デフォルト発生時）に基づき貸借対照表に計上される。デフォルトのさいCDSの売り手は通常の保証と同様に契約額を貸借対照表上に計上する必要はないが、偶発債務として開示が求められる。銀行の場合は保証に貸借対照表能力が与えられており、偶発債務を「支払承諾」、偶発債権たる求償権を「支払承諾見返」として両建処理する。
デリバティブとして扱う場合、オプションと解されればフィーが権利行使時または消滅時まで資産ないし負債に計上され、スワップと解されれば発生主義に基づき損益に計上される（銀行が特定取引勘定であつかう場合には時価評価する）。CDSの契約額面は貸借対照表に計上されないがデリバティブに関する注記をおこなう必要がある。

## 価格の設定（プライシング）
プレミアムの決定には金融工学的手法が利用される。それは単に買い手が、両者の期待値を一致させる価格を支払えばよいのではなく、売り手が引き受けるリスクに対する対価（リスクプレミアム）をも支払う必要があるからである。リスクプレミアムは通常、同じ参照企業Aが発行する社債などに織り込まれたものを使う。
CDSの売り手がデフォルトしないという仮定の下ではプレミアムの算出は容易である。しかし、売り手もデフォルトする場合には買い手のリスクが増大する。さらに参照企業Aと売り手のデフォルトに相関がある場合には、プライシングは容易ではない。
CDSのプレミアムを単純化して数式に表すと
{\displaystyle d(1-r)=s(1-d)\,}
s:1年間のCDSプレミアム、d：1年デフォルト確率、r:デフォルトした際の回収率
と表せる。左項は期待損失率、右項は期待収益率といえる。ただし、この理論値は、カウンターパーティーリスクや流動性リスクなどを含んだプレミアムではないことに注意すべきである。上式では、左項の方が大きく、等式ではなかった。
およそ、1000bpsを超える一部の銘柄について、UP front取引がなされていた。計算は、ディールスプレッドを500bpと仮定し、その満期までの各キャッシュフローに対して累積生存確率とディスカウントファクターを掛け合わせたものの合計を、通常のフラットカーブのスプレッドで計算した満期までの各キャッシュフローに対して累積生存確率とディスカウントファクターを掛け合わせたものの合計から減じた金額を想定元本で割ることで求められる。現在ではCDS取引の標準化に伴いほぼすべての銘柄がUP front取引されている。
ISDA Japan Credit Derivatives Committee Research Working Group の解説によれば、日本企業を対象としたCDSの固定プレミアムは25bp、100bp、500bpの3通りである。市場実勢プレミアムは当然その３つと一致しないこともあるが、その場合の、固定プレミアムと市場実勢プレミアムとの差については、契約締結時（アップフロント）の支払で調整する。

## マーケット
日本では、1999年から個別銘柄のCDSが開始された。2013年現在、主に日本の主要金融機関（みずほ証券など）と外資系証券会社（ゴールドマン・サックスなど）の合計15社程度がマーケットで値付けを行い、数社のブローカー（東短、GFIなど）を経由して取引を行っている。
ISDAが提供しているISDA Master Agreementと呼ばれる基本契約を相対で事前に締結することで、Confirmationと呼ばれる差入書のみを利用して取引を行うことができる。
各個別企業の信用リスクを取引する通常のCDS・インデックスCDSとして、流動性が高い主要企業50社の信用リスクを参照としたiTraxx Japan 50（アイフルやソニーなど）、プレミアムが高い企業を参照としたiTraxx Hivol（ソフトバンクや日本航空など）がある（しかしながら、Series 10以降はHivolインデックスは消滅した）。
インデックスのライセンスはMarkit Groupがライセンスを保有し、6カ月ごとにインデックスの見直しをおこなっている。通常、シングルのCDSについては期間が5年で5億円単位、インデックスについては5年10億円単位で取引されている。
また、日本では取引されていないが、レバレッジローンを参照にしたLCDXや、ABSを参照にしたABXなどが海外マーケットには存在し、日本マーケットにおいてもリスクヘッジ手法として今後の発展が見込まれる。
新国際会計基準導入後は、日本においてもCDSのヘッジ対象となるローンの時価会計化に伴い、CDSのヘッジ取引の拡大が見込まれている。

### 東京金融取引所（TFX）
東京金融取引所は、大手12金融機関からの情報提供を受けて、CDSの相場（気配値・参照値）を毎日公表していた（現在は行われていない）。

## CDSを使った商品
CDSを使い、FTD(First to Default)、Nth to Default、シンセティックCDOなどの金融商品をつくることができる。時価評価されないFTDリンクローンは仕組みが非常に分かりやすいものであり、投資家側（プレミアムの支払いを受ける側）にとっては管理が非常に楽であるため、CDSスプレッドが急激に上昇した時などは好まれる傾向にある。
シンセティックCDOは、CDS取引を用いた証券化の手法によるCDOである。すなわち、通常のCDOとは異なり、現物の債権を購入するのではなく、CDS取引によってプロテクションを売り、これにより得られるキャッシュフローを裏付けとしてCDOを発行するのである。

## 想定元本額の推移

### 世界総計
- 2001年6月末　6315億$
- 2001年末　9189億$
- 2002年末　2.2兆$
- 2003年末　3.8兆$
- 2004年末　8.4兆$
- 2005年末　17.1兆$
- 2006年末　34.5兆$
- 2007年6月末　45.5兆$
- 2007年末　62.2兆$[8]
- 2008年6月末　54兆$　史上初の減少

### 日本総計
日本銀行資料とその報道による
- ？　　　　2007年上半期　1457億$
- 大手13行　2007年6月　2700億$
- 日本全体　2007年6月　8128億$
- 大手13行　2008年6月　5541億$

### 取引額
想定元本（億$。数字は想定元本。2008年10月末(DTCC)のもの）
以下の数値は2008年10月末(DTCC)のもの。

#### 世界の企業
- フォード3社 1230（108）
- GMAC 1055(44)
- GM 673(41)
- MBIA 2社 969(95)
- メリル・リンチ 946(82)
- ゴールドマン・サックス 928(69)
- モルガン・スタンレー 919(83)
- JPモルガン・チェース 624(54)
- カントリーワイド2社 871(72)
- GEキャピタル 860(122)
- テレコム・イタリア 702(44)
- ドイツテレコム 681(54)
- フランステレコム 674(46)
- ベアスターンズ 631(45)
- CIT 590(53)
- AIG 498(46)
- バークレイズ 436(55)
- SLM 490(54)
- シーメンス 277(48)
- クレディ・スイス 244(58)
- リオ・ティント 3社 240(64)
- バークシャー・ハサウェイ 182(51)

#### 日本の企業
- アイフル 179(12)
- 武富士 138(15)
- ソニー 103(17)
- みずほコーポレート銀行 84(10)
- 三菱東京UFJ銀行 80(6)
- オリックス 72(8)
- ホンダ 29(14)
- ソフトバンク 38(11)
- 日本たばこ産業 40(11)
- トヨタ自動車 32(10）

#### 国家
- トルコ 1866(75)
- イタリア 1486(226)
- ブラジル 1473（123)
- ロシア 1101(83)
- メキシコ 749(49)
- フィリピン 662(36)
- スペイン 614(166)
- 韓国 492(67)
- ギリシャ 344(82)
- ポルトガル 243(60)
- フランス 213(62)
- 日本 72(17)

ドイツ銀行では世界の9つの主要新興国に関して数値を毎日調査発表している。
マークイットによる2010年7月1日現在の高リスク国
- 中南米：1位1390bpベネズエラ、2位1000bpアルゼンチン、5位750bpジャマイカ
- 欧州：3位910bpギリシャ、6位660bpウクライナ、10位420bpルーマニア、11位380bpラトビア、11位380bpブルガリア、13位360bpハンガリー、14位340bpクロアチア、28位210bpロシア、（ベスト6位ドイツ40bp、英国70bp、フランス90bp）
- アジア：4位750bpパキスタン（ベスト21位日本100bp、中国90bp、シンガポール50bp）
- 中東：7位490bpドバイ、9位430bpイラク、30位200bpトルコ
- アフリカ：8位470bpガーナ

#### 日本企業（2012年）
単位bp（100bp=1%）。小数以下切り捨て。J-CDS。

## 問題点
ベア・スターンズ、フレディマック、ファニーメイ、リーマン・ブラザーズが経営破綻の後「核のボタンに匹敵する」と言われている。
世界的投資家ウォーレン・バフェットは、CDSの事を「時限爆弾（英: time bomb）」「金融大量破壊兵器（英: financial weapons of mass destruction）」と呼んで、自社バークシャー・ハサウェイによる投資を禁止したと語ったことがある（後に実際には投資中であることが明らかになった。2014年までの債務があるという）。
CDSの想定元本は毎年約2倍増加して、2007年末で62.2兆$（6500兆円）あったが、2008年6月末で54兆$（約5500兆円）と初めて減少した。
その後10月10日にリーマンを参照企業としたCDSの清算価格は元本の8.625%に決定した。フレディマック、ファニーメイのCDS清算価格は、ファニーメイが優先債務91.51%、劣後債務99.9%、フレディマックが優先債務94%、劣後債務98%。
10月23日にリーマンの精算支払い額が結局52億$にとどまることが分かった。報道によればCDS投資家の多くが売り玉と買い玉を両建てにしていたためヘッジされていないエクスポージャーは想定されたより少なかったためとしている。10月24日に米ワシントン・ミューチュアルのCDS清算価格が57%と決定した。
現在JPモルガン・チェースの想定元本は7.85兆$、シティバンクが3.2兆$である。
ニューヨーク州政府は、2009年1月からCDSの引き受け手に対し保険会社と同様の規制をすると発表した。2008年11月20日NY州保険局のディナロ局長が規制案の撤回を発表。
2008年10月ソフトバンクはCDOにより、最大750億円の損害を被るおそれがあると明らかにした紙面によると、ゴールドマンサックスが作り、組成160銘柄中8銘柄がデフォルトすると全額損失になると言う。
2012年5月にJPモルガンの巨額評価損が発覚した、チーフ・インベストメント・オフィス（CIO）部門でのクレジット・デリバティブ取引の失敗が原因となり、58億ドルの損失となった。損失の大半は「マークイットCDX北米投資適格指数シリーズ9（125社程度の信用度の高い米企業で構成するバスケット）」というCDSであり、欧州債務危機が起こり市場が不安定になった2012年4月以降に評価損が膨らんだ。「ロンドンの鯨」と呼ばれたロンドン支店の30代のフランス人イクシル氏がアイナ・ドリュー最高投資責任者（CIO）の指揮の下に売り持ちポジション投資をふくらませた言われている。原因の一つとして、世界最高水準を誇った信用リスク計測モデル「バリュー・アット・リスク（VaR）」が機能しなかったことが挙げられている。

## CDS清算事例
日本
日本におけるクレジットイベント認定は以下の5件。
- アイフル（2010年3月25日）33.875%：ISDA（国際スワップデリバティブ協会）による日本ではじめての入札例
- 日本航空（2010年4月22日）20%：日本で2例目[19]
- 武富士（2010年10月28日）14.75%：破産
- 日本ビクター（2011年11月9日）93.75%：リストラクチャリング
- エルピーダメモリ（2012年3月22日）21%：破産